# Dorguń

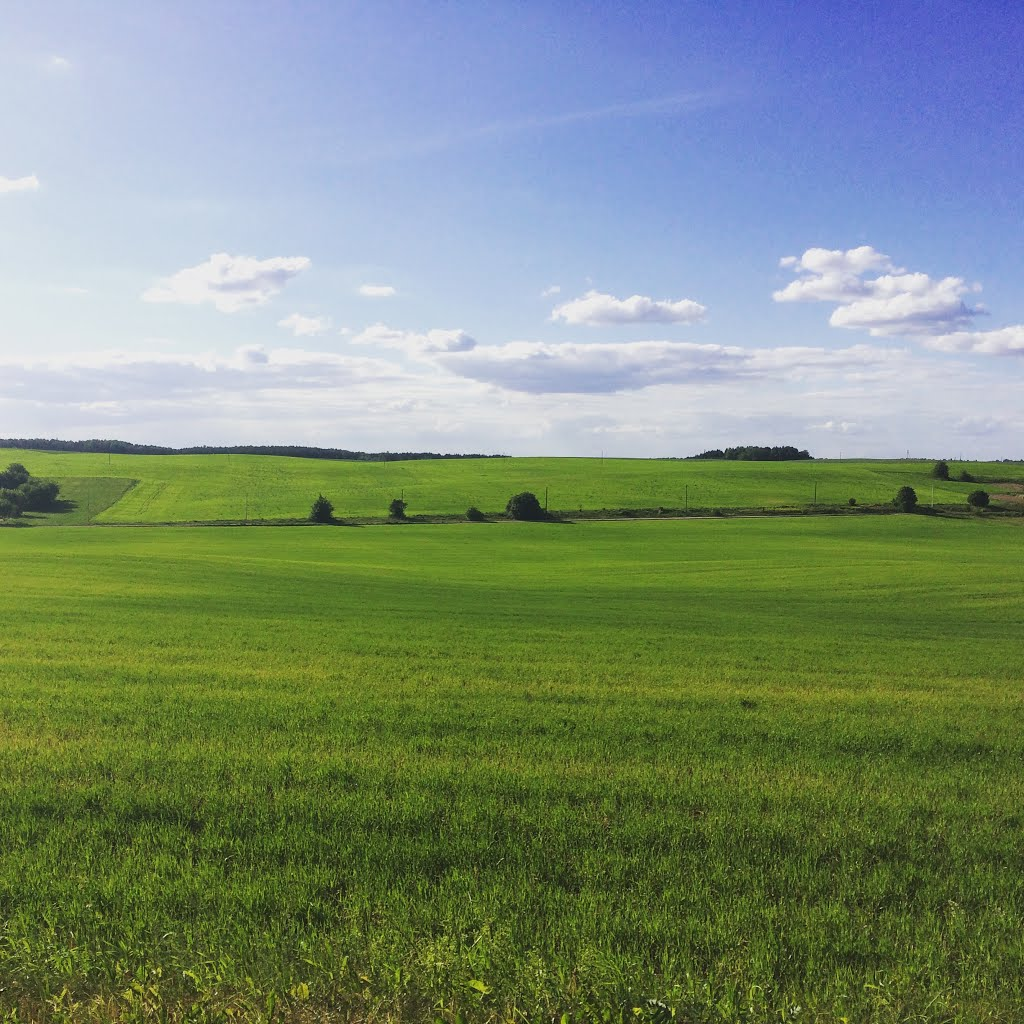
Krajobraz w okolicach wsi Dorguń

Dorguń (biał. i  ros. Доргунь) – wieś na Białorusi, położona w obwodzie grodzieńskim, w rejonie grodzieńskim, 3 km na południowy zachód od Sopoćkiń przy drodze do Hołynki i 4 km od granicy z Polską. Do ustalenia granicy w 1946 r. w województwie białostockim, powiat augustowski, gminie Hołynka.
Po II wojnie mieszkańcy przez długi czas nie poddawali się sowietyzacji, przekonani o tymczasowej jedynie przynależności do ZSRR. Z tego powodu np. 22 czerwca 1953 r. kilkuset mieszkańców, z użyciem koni i wozów, zniszczyło zasieki i umocnienia graniczne na odcinku 1,5 km.
W 1827 r. wieś liczyła 30 domów i 127 mieszkańców, a w 1881 r. 39 domów i 356 mieszkańców. Obok wsi znajdował się folwark o tej nazwie. W miejscowości w końcu XIX w. istniało 25 domów murowanych, gorzelnia, staw i jezioro zarybione, pokłady torfu i wapienia. 
W 1921 wieś Dorguń liczyła 100 budynków o przeznaczeniu mieszkalnym, miejscowość zaś zamieszkiwało 544 mieszkańców - odpowiednio 241 mężczyzn i 303 kobiety. Wszyscy 544 mieszkańcy zadeklarowali polską narodowość oraz przynależność do wyznania rzymskokatolickiego.
W pobliżu wsi Dorguń znajdował się również folwark Dorguń, który administracyjnie należał do gminy Wołłowiczowce. Według Powszechnego Spisu Ludności z 1921 roku zamieszkiwało go 35 osób, wśród których 25 było wyznania rzymskokatolickiego, a 10 mojżeszowego. Jednocześnie 24 mieszkańców zadeklarowało polską przynależność narodową, a 1 żydowską. Było tu 6 budynków mieszkalnych.
Z Dorgunia pochodzi rzeźbiarz specjalizujący się w drewnie Bogusław Iwanowski zamieszkujący Tyrawę Wołoską, którą wybrał do osiedlenia ze względu na podobieństwo do rodzinnej miejscowości.

## Zabytki
- bunkry 68 Grodzieńskiego Rejonu Umocnionego Linii Mołotowa.

- pozostałości po sowieckiej strażnicy granicznej nr 4 (tzw. strażnicy lejtnanta F. Kiryczenki) ze składu 86 Augustowskiego Oddziału Granicznego NKWD ZSRR, zniszczonej przez Niemców w czerwcu 1941 r.

## Liczba mieszkańców
- 1827 - 127 osób.
- 1881 - 356 osób.
- 1921 - 544 osoby.
- 2009 - 123 osoby.